# Ситников, Андрей Александрович
Андрей Александрович Ситников (род. 17 января 1985) — российский дзюдоист, бронзовый призёр чемпионатов России по самбо и дзюдо, мастер спорта России.

## Спортивные результаты
- Чемпионат России 2001 года среди кадетов — ;
- Чемпионат России 2004 года среди юниоров — ;
- Чемпионат Европы 2004 года среди юниоров — ;
- Чемпионат России по дзюдо 2006 года — ;
- Чемпионат России по самбо 2009 года — .